# 조니 래피드
조니 래피드(Johnny Rapid, 1992년 ~ )는 미국의 포르노 배우이다.

## 수상 및 후보
- 2014년 사이버소켓 웹 어워즈 - 최고의 배우상